# 中国建设银行股份有限公司北京通州分行
39°54′03″N 116°38′18″E / 39.90093°N 116.63835°E
中国建设银行股份有限公司北京通州分行（简称为中国建设银行北京通州分行）位于北京市通州区玉带河西街25号，隶属于中国建设银行股份有限公司北京市分行。原为支行，2017年11月更名为分行。分行下设11个部室，15个营业中心（含营业部），1个个人金融中心。营业中心包括潞河支行、运河支行、光谷支行、财满街支行、瑞都国际支行、群芳中三街支行、玉桥东路支行、玉带河东街支行、云景里支行、鱼市口支行、汇鸿家园支行、物资学院路支行、杨庄路支行、新华西街支行。